# Lijst van Tweede Kamerleden 1967-1971

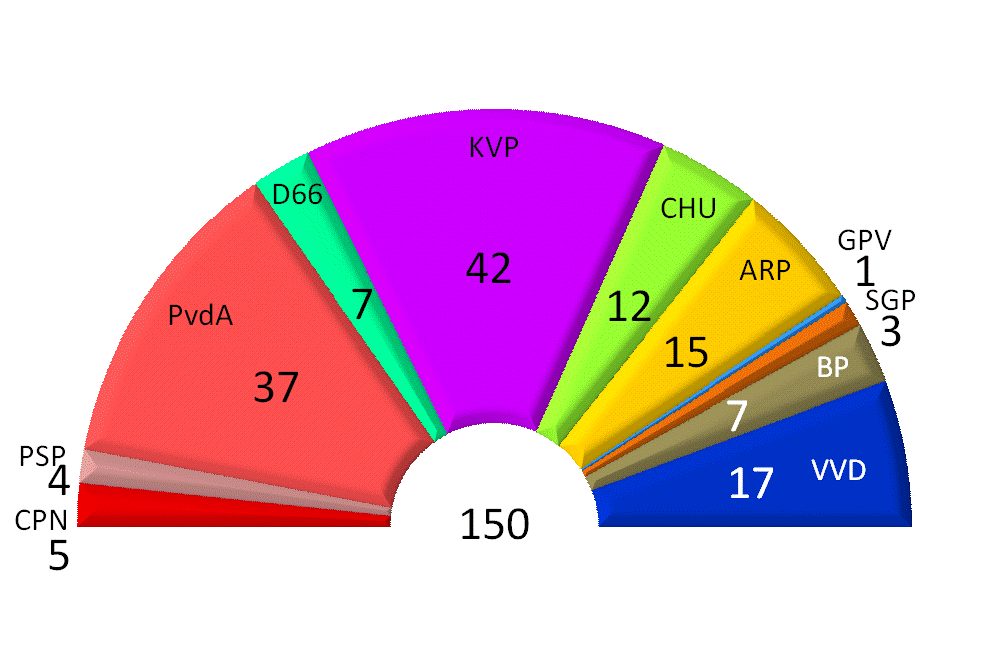
Zetelverdeling Tweede Kamer 1967-1971.

De samenstelling van de Tweede Kamer der Staten-Generaal 1967-1971 biedt een overzicht van de Tweede Kamerleden in de periode tussen de Tweede Kamerverkiezingen van 15 februari 1967 en de Tweede Kamerverkiezingen van 28 april 1971. De regering werd in april 1967 gevormd door het kabinet-De Jong. De zittingsperiode ging in op 23 februari 1967. Er waren 150 Tweede Kamerleden.
De partijen staan in volgorde van grootte. De politici staan in alfabetische volgorde, uitgezonderd de fractievoorzitter, die telkens vetgedrukt als eerste van zijn of haar partij vermeld staat.

## Gekozen bij de verkiezingen van 15 februari 1967

### KVP (42 zetels)
- Norbert Schmelzer, fractievoorzitter
- Piet Aalberse
- Jacques Aarden
- Leo Albering
- Frans Andriessen
- Wim Assmann
- Cas van Beek
- Gijs Boot
- Tiemen Brouwer
- Ben van Buel
- Pam Cornelissen
- Harry van Doorn
- Willy Dusarduijn
- Ben Engelbertink
- Piet Engels
- Ferdinand Fiévez
- Berthe Groensmit-van der Kallen
- Nico van den Heuvel
- Dolf Hutschemaekers
- Paul Janssen
- Piet de Jong
- Annie Kessel
- Cor Kleisterlee jr.
- Marga Klompé
- Jo van Koeverden
- Truus Kok
- Toon Krosse
- Pierre Lardinois
- Joseph Luns
- Jan Maenen
- José de Meijer
- Joep Mommersteeg
- Roelof Nelissen
- Harrij Notenboom
- Rinus Peijnenburg
- Kees van der Ploeg
- Theo van Schaik
- Louis van Son
- Frans-Joseph van Thiel
- Jan de Vreeze
- Toon Weijters
- Tjerk Westerterp

### PvdA (37 zetels)
- Joop den Uyl, fractievoorzitter
- Ed Berg
- Gerda Brautigam
- Frits Daams
- Hans van den Doel
- Cees Egas
- Huub Franssen
- Wout van der Gevel
- Frans Goedhart
- Took Heroma-Meilink
- Theodorus Jacobus Hogendorp
- Reint Laan
- Jan Lamberts
- Arie Lems[1]
- Theo van Lier
- Jan Masman
- Gerard Nederhorst
- Ad Oele
- Harry Peschar
- Sake van der Ploeg
- Siep Posthumus
- Dirk Roemers
- Geert Ruygers
- Hannie Singer-Dekker
- Max van der Stoel
- Ko Suurhoff[2]
- Sjeng Tans
- Ed van Thijn
- Anne Vondeling
- Joop Voogd
- Henk Vredeling
- Maarten Vrolijk
- Theo Westerhout
- Ep Wieldraaijer
- Wiebe Wierda
- Ko Wierenga
- Joan Willems

### VVD (17 zetels)
- Edzo Toxopeus, fractievoorzitter
- Cees Berkhouwer
- Klaas van Dijk
- Molly Geertsema
- Theo Joekes
- Mike Keyzer
- Henk Koning
- Hans de Koster
- Gerard Koudijs
- Frits Portheine
- Koos Rietkerk
- Haya van Someren-Downer
- Danny Tuijnman
- Els Veder-Smit
- Henk Vonhoff
- Johan Witteveen
- Roelof Zegering Hadders

### ARP (15 zetels)
- Barend Biesheuvel, fractievoorzitter
- Wim Aantjes
- Jan van Bennekom
- Jaap Boersma
- Kees Boertien
- Isaäc Arend Diepenhorst
- Nico Geelkerken
- Bob Goudzwaard
- Garmt Kieft
- Hannie van Leeuwen
- Bauke Roolvink
- Maarten Schakel
- Wietze van der Sluis
- Tjebbe Walburg
- Rinse Zijlstra

### CHU (12 zetels)
- Henk Beernink, fractievoorzitter
- Pieter Bode
- Corstiaan Bos
- Henk Kikkert
- Durk van der Mei
- Jur Mellema
- Cor van der Peijl
- Willem Scholten
- Hein Schuring
- Arnold Tilanus
- Teun Tolman
- Christine Wttewaall van Stoetwegen

### Boerenpartij (7 zetels)
- Hendrik Koekoek, fractievoorzitter
- Johan van de Brake
- Evert Jan Harmsen
- Hubert Kronenburg
- Pieter Leffertstra
- Toon Nuijens
- Nico Verlaan

### D'66 (7 zetels)
- Hans van Mierlo, fractievoorzitter
- Minne Dijkstra
- Aar de Goede
- Anneke Goudsmit
- Sef Imkamp
- Erwin Nypels
- Erik Visser

### CPN (5 zetels)
- Marcus Bakker, fractievoorzitter
- Henk Hoekstra
- Wim Kremer
- Wim van het Schip
- Joop Wolff

### PSP (4 zetels)
- Henk Lankhorst, fractievoorzitter
- Bram van der Lek
- Fred van der Spek
- Hans Wiebenga

### SGP (3 zetels)
- Cor van Dis, fractievoorzitter
- Hette Abma
- Henk van Rossum[3]

### GPV (1 zetel)
- Piet Jongeling, fractievoorzitter

## Bijzonderheden
- Jan Reehorst (PvdA) nam zijn verkiezing als Tweede Kamerlid niet aan vanwege zijn benoeming tot wethouder van Rotterdam. Zijn opvolger Arie Lems werd op 23 februari dat jaar geïnstalleerd.

## Tussentijdse mutaties

### 1967
- 14 maart: Ko Suurhoff (PvdA) overleed voordat zijn formele installatie kon plaatsvinden. Zijn opvolger Rob van den Bergh werd op 18 april dat jaar geïnstalleerd.
- 18 april: Marga Klompé, Joseph Luns, Piet de Jong, Pierre Lardinois (allen KVP), Johan Witteveen (VVD), Bauke Roolvink (ARP) en Henk Beernink (CHU) namen ontslag vanwege hun benoeming tot minister in het kabinet-De Jong. Hun opvolgers waren Leo de Bekker, Wim Schuijt, Jan Hendrik Jansen, Gerard ter Woorst (allen KVP), Hans Wiegel (VVD), Antoon Veerman (ARP) en Bert Haars (CHU). Wiegel, Veerman en Haars werden op 18 april dat jaar geïnstalleerd, Schuijt en Jansen op 19 april, de Bekker en ter Woorst op 20 april. Henk Beernink werd als fractievoorzitter van de CHU dezelfde dag nog opgevolgd door Jur Mellema.
- 19 april: Louis van Son (KVP) nam ontslag vanwege zijn benoeming tot staatssecretaris in het kabinet-De Jong. Zijn opvolger Fons Baeten werd op 19 april dat jaar geïnstalleerd.
- 2 mei: Mike Keyzer (VVD) nam ontslag vanwege zijn benoeming tot staatssecretaris in het kabinet-De Jong. Zijn opvolger Johan Schlingemann werd op 9 mei dat jaar geïnstalleerd.
- 13 juni: Hans de Koster (VVD) nam ontslag vanwege zijn benoeming tot staatssecretaris in het kabinet-De Jong. Zijn opvolger Aart Geurtsen werd op 27 juni dat jaar geïnstalleerd.
- 13 september: Wietze van der Sluis (ARP) nam ontslag vanwege zijn benoeming tot lid van de Gedeputeerde Staten van Utrecht. Zijn opvolger Riekus de Mooij Azn. werd op 19 september dat jaar geïnstalleerd.
- 1 november: Dirk Roemers (PvdA) nam ontslag vanwege zijn benoeming tot burgemeester van Vlissingen. Zijn opvolgster Nel Barendregt werd op 14 november dat jaar geïnstalleerd.
- 15 november: Wout van der Gevel (PvdA) overleed. Zijn opvolger Cees Laban werd op 18 december dat jaar geïnstalleerd.
- 16 december: Fons Baeten (KVP) nam ontslag vanwege zijn benoeming tot burgemeester van Maastricht. Zijn opvolger Rie Dirx werd op 30 januari 1968 geïnstalleerd.

### 1968
- 25 januari: Pieter Leffertstra (Boerenpartij) nam om persoonlijke redenen ontslag. Zijn opvolger Wouter van Harselaar werd op 1 februari dat jaar geïnstalleerd.
- 1 februari: Harry Peschar (PvdA) nam ontslag vanwege zijn benoeming tot president van de Algemene Rekenkamer. Zijn opvolger Piet Dankert werd op 6 februari dat jaar geïnstalleerd.
- 27 februari: Harry van Doorn (KVP) nam ontslag uit de Tweede Kamer uit onvrede over de koers van zijn partij. Zijn opvolger Karel van Laak werd op 5 maart dat jaar geïnstalleerd.
- 27 februari: twee Tweede Kamerleden van de KVP, Jacques Aarden en Paul Janssen, scheurden zich af van hun fractie uit onvrede voor de nauwere samenwerking van de KVP met de Anti-Revolutionaire Partij (ARP) en de Christelijk-Historische Unie (CHU). Ze vormden vervolgens de Groep Aarden, waarvan Jacques Aarden de fractievoorzitter was.
- 1 maart: Reint Laan (PvdA) nam ontslag vanwege zijn benoeming tot burgemeester van Zaandam. Zijn opvolger Adri Schipper werd op 5 maart dat jaar geïnstalleerd.
- 26 maart: Annie Kessel (KVP) scheurde zich af van haar fractie en sloot zich aan bij de Groep Aarden.
- 26 april: Jur Mellema werd op non-actief gesteld als fractievoorzitter van de CHU nadat hij onder invloed van alcohol een verkeersongeval had veroorzaakt. Christine Wttewaall van Stoetwegen werd vervolgens aangesteld tot waarnemend fractievoorzitter.
- 26 juni: na zijn veroordeling voor dronken rijden trad Jur Mellema terug als fractievoorzitter van de CHU. Op 1 juli dat jaar volgde Arnold Tilanus hem op in deze functie.
- 27 juni: na een conflict met partijleider Hendrik Koekoek werden vier Tweede Kamerleden van de Boerenpartij uit de partij geroyeerd. Deze parlementsleden, Evert Jan Harmsen, Johan van de Brake, Wouter van Harselaar en Hubert Kronenburg, vormden de Groep Harmsen, met Evert Jan Harmsen als fractievoorzitter.
- 16 augustus: Theodorus Jacobus Hogendorp (PvdA) overleed. Zijn opvolger Jakob Vellenga werd op 3 september dat jaar geïnstalleerd.
- 10 oktober: Haya van Someren-Downer (VVD) nam ontslag om persoonlijke redenen. Haar opvolgster Norma Dettmeijer-Labberton werd op 2 oktober dat jaar geïnstalleerd.
- 1 november: Pieter Bode (CHU) nam ontslag vanwege zijn benoeming tot burgemeester van Veenendaal. Zijn opvolger Arie de Boo werd op 12 november dat jaar geïnstalleerd.
- 12 november: Hubert Kronenburg (Groep Harmsen) verliet deze fractie en vormde zijn eigen eenmansfractie, de Groep Kronenburg.

### 1969
- 16 maart: Piet Aalberse (KVP) nam ontslag vanwege zijn benoeming tot lid van de Raad van State. Zijn opvolger Erik Kolfschoten werd op 11 juni dat jaar geïnstalleerd.
- 1 mei: Theo Westerhout (PvdA) nam ontslag vanwege zijn benoeming tot burgemeester van Wageningen. Zijn opvolgster Annemiek Padt-Jansen werd op 3 juni dat jaar geïnstalleerd.
- 20 mei: Leo Albering (KVP) vertrok uit de Tweede Kamer. Zijn opvolger Ben Hermsen werd op 30 juni dat jaar geïnstalleerd.
- 31 mei: Henk Lankhorst (PSP) nam ontslag om de overstap te maken naar de Eerste Kamer der Staten-Generaal. Hij werd als fractievoorzitter van de PSP opgevolgd door Hans Wiebenga. Zijn opvolger in de Tweede Kamer, Henk Gortzak, werd op 3 juni dat jaar geïnstalleerd.
- 26 juni: Arnold Tilanus trad terug als fractievoorzitter van de CHU. Hij werd een dag later opgevolgd door Jur Mellema.
- 1 oktober: Edzo Toxopeus nam ontslag als fractievoorzitter van de VVD. Hij werd dezelfde dag nog opgevolgd door Molly Geertsema.
- 1 november: Frits Daams (PvdA) nam ontslag vanwege zijn benoeming tot directeur van het Centraal Bureau van de Nederlandse Vereniging voor Sociaal-Pedagogische Zorg. Zijn opvolger Hein Roethof werd op 4 november dat jaar geïnstalleerd.
- 1 november: Edzo Toxopeus (VVD) nam ontslag vanwege zijn benoeming tot Commissaris van de Koningin in Groningen. Zijn opvolger Pol de Beer werd op 5 november dat jaar geïnstalleerd.

### 1970
- 14 januari: Roelof Nelissen (KVP) nam ontslag vanwege zijn benoeming tot minister in het kabinet-De Jong. Zijn opvolger Han Meijer werd op 24 februari dat jaar geïnstalleerd.
- 18 februari: Geert Ruygers (PvdA) overleed. Zijn opvolger Wybrand Schuitemaker werd op 26 februari dat jaar geïnstalleerd.
- 24 april: Adri Schipper (PvdA) nam ontslag vanwege zijn benoeming tot burgemeester van Oosterhout. Zijn opvolgster Meiny Epema-Brugman werd op 28 april dat jaar geïnstalleerd.
- 10 mei: Hannie Singer-Dekker (PvdA) nam ontslag vanwege haar benoeming tot wetenschappelijk hoofdmedewerker aan de Katholieke Universiteit van Nijmegen. Haar opvolger Dick Dolman werd op 12 mei dat jaar geïnstalleerd.
- 14 mei: twee Tweede Kamerleden van de PvdA, Frans Goedhart en Wybrand Schuitemaker, scheurden zich af van hun fractie omdat de PvdA in hun ogen een te radicale koers voer. Ze vormden vervolgens de Groep Goedhart, waarvan Frans Goedhart de fractievoorzitter was.
- 3 juli: Sjeng Tans (PvdA) nam ontslag vanwege zijn werkzaamheden als voorzitter van de commissie voor de voorbereiding van de Achtste Medische Faculteit in Maastricht. Zijn  opvolgster Fia van Veenendaal-van Meggelen werd op 28 juli dat jaar geïnstalleerd. Zij scheurde zich onmiddellijk af van haar fractie en sloot zich aan bij de Groep Goedhart.
- 16 augustus: Joan Willems (PvdA) nam ontslag vanwege zijn werkzaamheden als lid van de Gedeputeerde Staten van Noord-Brabant. Zijn opvolger Bram Stemerdink werd op 25 augustus dat jaar geïnstalleerd.
- 1 september: Ben Engelbertink (KVP) vertrok uit de Tweede Kamer. Zijn opvolger Steef Weijers werd op 22 september dat jaar geïnstalleerd.
- 7 september: Jan van Bennekom (ARP) nam ontslag vanwege zijn benoeming tot wethouder van Middelburg. Zijn opvolger Jan-Nico Scholten werd op 15 september dat jaar geïnstalleerd.

### 1971
- 12 januari: Ed Berg (PvdA) verliet de Tweede Kamer vanwege zijn benoeming tot directeur van de Vereniging van Nederlandse Gemeenten. Zijn opvolger André van der Louw werd op 12 januari dat jaar geïnstalleerd.
- 8 februari: Johan Schlingemann (VVD) nam ontslag omdat de combinatie van zijn Tweede Kamerlidmaatschap met het lidmaatschap van de Gedeputeerde Staten van Zeeland. Zijn opvolger Gijs van Aardenne werd op 18 februari dat jaar geïnstalleerd.
- 15 februari: Hein Schuring (CHU) nam ontslag vanwege zijn benoeming tot inspecteur in het economisch en administratief onderwijs. Zijn opvolger Isaäc Nicolaas Theodoor Diepenhorst werd op 23 februari dat jaar geïnstalleerd.
- 23 april: Nico Verlaan (Boerenpartij) werd uit zijn partij geroyeerd en vormde vervolgens zijn eigen eenmansfractie, de Groep Verlaan.

1815-1818 ·
1818-1821 ·
1821-1824 ·
1824-1827 ·
1827-1830 ·
1830-1833 ·
1833-1836 ·
1836-1839 ·
1839-1842 ·
1842-1845 ·
1845-1848 ·
1848-1849 ·
1849-1850 ·
1850-1852 ·
1852-1853 ·
1853-1854 ·
1854-1856 ·
1856-1858 ·
1858-1860 ·
1860-1862 ·
1862-1864 ·
1864-1866 ·
1866 (sep) ·
1866-1868 ·
1868-1869 ·
1869-1871 ·
1871-1873 ·
1873-1875 ·
1875-1877 ·
1877-1879 ·
1879-1881 ·
1881-1883 ·
1883-1884 ·
1884-1886 ·
1886-1887 ·
1887-1888 ·
1888-1891 ·
1891-1894 ·
1894-1897 ·
1897-1901 ·
1901-1905 ·
1905-1909 ·
1909-1913 ·
1913-1917 ·
1917-1918 ·
1918-1922 ·
1922-1925 ·
1925-1929 ·
1929-1933 ·
1933-1937 ·
1937-1946 ·
1946-1948 ·
1948-1952 ·
1952-1956 ·
1956-1959 ·
1959-1963 ·
1963-1967 ·
1967-1971 ·
1971-1972 ·
1972-1977 ·
1977-1981 ·
1981-1982 ·
1982-1986 ·
1986-1989 ·
1989-1994 ·
1994-1998 ·
1998-2002 ·
2002-2003 ·
2003-2006 ·
2006-2010 ·
2010-2012 ·
2012-2017 ·
2017-2021 ·
2021-2023 ·
2023-heden
Overzicht historische zetelverdeling